# Seznam evroposlancev iz Francije
Seznam evroposlancev iz Francije je krovni seznam.

## Seznami
- seznam evroposlancev iz Francije (1973-1979)
- seznam evroposlancev iz Francije (1979-1984)
- seznam evroposlancev iz Francije (1984-1989)
- seznam evroposlancev iz Francije (1989-1994)
- seznam evroposlancev iz Francije (1994-1999)
- seznam evroposlancev iz Francije (1999-2004)
- seznam evroposlancev iz Francije (2004-2009)
- seznam evroposlancev iz Francije (2009-2014)
- poimenski seznam evroposlancev iz Francije